# Ниски
Ни́ски или Ни́ска (нем. Niesky, в.-луж. и пол. Niska) — город в Германии, в земле Саксония. Подчинён административному округу Дрезден. Входит в состав района Гёрлиц. Население составляет 10051 человек (на 31 декабря 2010 года). Занимает площадь 53,61 км². Официальный код — 14 2 84 280.
Город подразделяется на 4 городских района.

## История
Польша-Саксония 1742–1763

 Курфюршество Саксония 1763–1806

 Королевство Саксония 1806–1815

 Королевство Пруссия 1815–1871

 Германская империя 1871–1918

 Веймарская республика 1918–1933

 Третий рейх 1933–1945

 Германская Демократическая Республика 1949–1990

 Федеративная Республика Германия от 1990